# Gymnastes perexquisitus
Gymnastes perexquisitus är en tvåvingeart som beskrevs av Alexander 1938. Gymnastes perexquisitus ingår i släktet Gymnastes och familjen småharkrankar. Inga underarter finns listade i Catalogue of Life.